# Elis Martin
Pour les articles homonymes, voir Martin.
Pas d'image ? Cliquez ici

a Compétitions nationales et continentales officielles uniquement.

b Matchs officiels uniquement.
Dernière mise à jour le 31 mai 2025.
Elis Martin, née le 23 mai 1999 à Glasgow (Écosse), est une joueuse internationale écossaise de rugby à XV évoluant au poste de talonneur. Elle joue en Angleterre, à Loughborough.

## Biographie
Elis Martin naît le 23 mai 1999 à Glasgow en Écosse.
En 2023, elle joue au club des Leicester Tigers.
À l'automne 2023, elle remporte avec l'équipe d'Écosse la première édition du WXV, dans la deuxième poule.

## Palmarès
- Vainqueure du championnat universitaire du Royaume-Uni en 2017
- Finaliste du championnat universitaire du Royaume-Uni en 2022